# Championnat du Portugal féminin de football 2004-2005
Navigation
Édition précédente Édition suivante
Le Nacional Feminino 2004-2005 est la 20e édition du championnat du Portugal féminin de football. Le premier niveau national du championnat féminin oppose vingt-trois clubs portugais, répartis en 3 zones. Le championnat se joue en deux phases durant la saison de football.
Au terme de la première phase les deux meilleurs clubs de chaque zone, s'affrontent lors d'une phase finale, où chaque équipe s'affronte en match aller-retour. La première place de cette phase, non seulement donne le titre mais est aussi qualificative pour la Coupe féminine de l'UEFA.
Les équipes non qualifiées pour cette phase finale, vont disputer un mini championnat par zone appelé "Phase de relégation" (Fase Despromoção). Celui-ci a pour but d'établir un classement des clubs dont les derniers sont relégués en division Distrital (régional), à défaut de 2e division.
À l'issue de la saison, le 1° Dezembro décroche son cinquième titre de champion du Portugal.

## Zone A

### Résumé
C'est l'ARC Várzea, qui remporte le championnat de zone A, devançant le Boavista FC, grâce à la différence de buts. Les deux clubs accèdent à la phase finale afin de désigner les championnes 2004-2005. Cette première phase est une lutte à trois jusqu'à l'avant dernière journée, où l'ADRC Fonte-Boa, perd contre le Boavista, 1-0, ce qui fait perdre aux joueuses de Fonte-Boa, tout espoir de qualification pour la phase principale.

Concernant la phase de maintien de la zone A, l'Associação Desportiva Recreativa e Cultural de Fonte-Boa, devient le champion de cette dernière, remportant toutes ses rencontres.

### Participants
La Zone A est composée de huit équipes se situant dans le nord du Portugal.
Ce tableau présente les huit équipes qualifiées pour disputer le championnat 2004-2005. On y trouve le nom des clubs, la date de création du club, le nom des stades ainsi que la capacité de ces derniers
Légende des couleurs
- Vainqueur de la Campeonato Nacional Feminino la saison précédente.
- Promu de division inférieure.

| \| Boavista Carvalhal Pico Regalados Vinhós Várzea Sequeirense Fonte-Boa Povo Martim \| Localisation des clubs engagés dans la Zona A du championnat. |
| Boavista Carvalhal Pico Regalados Vinhós Várzea Sequeirense Fonte-Boa Povo Martim                                                                     |

| Nom du club      | Date de création | Dernière montée | Division 2001-2002   | Stade                                    | Capacité | Vict. |
| ---------------- | ---------------- | --------------- | -------------------- | ---------------------------------------- | -------- | ----- |
| Boavista FC      | 1903             | 1985            | Campeonato Nacional  | Campo de Treinos do Estádio do Bessa XXI | 500      | 11    |
| AD Carvalhal     | 1984             | 2004            | Campeonato Distrital | -                                        |          | /     |
| Casa Povo Martim | 1997             | 2001            | Campeonato Nacional  | Complexo Desportivo de Martim            | 1 500    | /     |
| ADRC Fonte-Boa   | 1981             | 2001            | Campeonato Nacional  | Campo do Cedro                           | 1 000    | /     |
| Pico Regalados   | -                | 2003            | Campeonato Nacional  | Campo dos Abreus                         | 500      | /     |
| Sequeirense FC   | 1963             | 2002            | Campeonato Nacional  | -                                        | -        | /     |
| ARC Várzea       | 1977             | 2000            | Campeonato Nacional  | Campo de Jogos da Várzea                 | 1 000    | /     |
| CD Vinhós        | 1974             | 1998            | Campeonato Nacional  | Campo D. Maria Edite Guimarães           | 150      | /     |

### Première phase
Classement
Le classement est calculé avec le barème de points suivant : une victoire vaut trois points, le match nul un et la défaite zéro.
Critères de départage en cas d'égalité au classement :
1. classement aux points des matchs joués entre les clubs ex æquo ;
2. différence entre les buts marqués et les buts concédés sur la totalité des matchs joués dans le championnat ;
3. plus grand nombre de buts marqués sur la totalité des matchs joués dans le championnat ;
4. en cas de nouvelle égalité, une rencontre supplémentaire aura lieu sur terrain neutre avec, éventuellement, l’épreuve des tirs au but.

| Rang | Équipe           | Pts | J  | G  | N | P  | Bp | Bc | Diff |
| ---- | ---------------- | --- | -- | -- | - | -- | -- | -- | ---- |
| 1    | ARC Várzea       | 36  | 14 | 12 | 0 | 2  | 78 | 8  | +70  |
| 2    | Boavista FC      | 36  | 14 | 12 | 0 | 2  | 54 | 11 | +43  |
| 3    | ADRC Fonte-Boa   | 33  | 14 | 11 | 0 | 3  | 74 | 8  | +66  |
| 4    | Casa Povo Martim | 14  | 14 | 4  | 2 | 8  | 30 | 76 | -46  |
| 5    | Sequeirense FC   | 13  | 14 | 4  | 1 | 9  | 23 | 56 | -33  |
| 6    | AD CarvalhalP    | 13  | 14 | 4  | 1 | 9  | 13 | 46 | -33  |
| 7    | CD Vinhós        | 12  | 14 | 4  | 0 | 10 | 23 | 39 | -16  |
| 8    | Pico Regalados   | 8   | 14 | 2  | 2 | 10 | 11 | 62 | -51  |

|  | Qualifiés pour la phase finale de la compétition. |
|  | T Tenant du titre. P Promu de division inférieure. Pts points ; G victoires ; N match nuls ; P défaites Bp buts marqués ; Bc buts encaissés ; Diff différence de buts |

| Résultats (▼dom., ►ext.)                                   | Vár  | Boa  | Fon  | CPM  | Seq | Car  | Vin | Pic  |
| ARC Várzea                                                 |      | 1-0  | 0-3  | 11-2 | 7-0 | 11-0 | 7-0 | 13-1 |
| Boavista FC                                                | 0-2  |      | 1-0  | 4-1  | 7-1 | 3-1  | 4-0 | 4-0  |
| ADRC Fonte-Boa                                             | 0-1  | 1-3  |      | 13-0 | 4-0 | 6-0  | 6-0 | 10-0 |
| Casa Povo Martim                                           | 0-11 | 1-10 | 2-6  |      | 4-8 | 4-1  | 1-2 | 3-3  |
| Sequeirense FC                                             | 0-7  | 1-2  | 0-8  | 3-3  |     | 3-0  | 3-1 | 0-2  |
| AD Carvalhal                                               | 1-0  | 1-5  | 0-4  | 2-4  | 3-0 |      | 1-0 | 3-1  |
| CD Vinhós                                                  | 1-3  | 1-4  | 1-3  | 1-3  | 7-2 | 5-0  |     | 3-0  |
| Pico Regalados                                             | 0-4  | 0-7  | 0-10 | 1-2  | 1-2 | 0-0  | 2-1 |      |
| - Victoire à domicile - Match nul - Victoire à l'extérieur |      |      |      |      |     |      |     |      |

### Deuxième phase (Nacional Feminino Fase Despromoção -Zona A)
Cette deuxième phase regroupe les équipes non qualifiées pour la phase finale, soit de la troisième à la huitième place. Au terme de la saison le premier du classement est désigné comme champion du Nacional Feminino Fase Despromoção -Zona A.
Classement
Le classement est calculé avec le barème de points suivant : une victoire vaut trois points, le match nul un et la défaite zéro.
Critères de départage en cas d'égalité au classement :
1. classement aux points des matchs joués entre les clubs ex æquo ;
2. différence entre les buts marqués et les buts concédés sur la totalité des matchs joués dans le championnat ;
3. plus grand nombre de buts marqués sur la totalité des matchs joués dans le championnat ;
4. en cas de nouvelle égalité, une rencontre supplémentaire aura lieu sur terrain neutre avec, éventuellement, l’épreuve des tirs au but.

CLASSEMENT ET RESULTATS INCOMPLETS (MANQUE LES RESULTATS DE LA JOURNEE 10, du 22 mai 2005)
| Rang | Équipe           | Pts | J | G | N | P | Bp | Bc | Diff |
| ---- | ---------------- | --- | - | - | - | - | -- | -- | ---- |
| 1    | ADRC Fonte-Boa   | 25  | 9 | 8 | 1 | 0 | 30 | 4  | +26  |
| 2    | Casa Povo Martim | 14  | 9 | 4 | 2 | 3 | 20 | 18 | +2   |
| 3    | AD CarvalhalP    | 10  | 9 | 2 | 4 | 3 | 13 | 12 | +1   |
| 4    | Pico Regalados   | 9   | 9 | 2 | 3 | 4 | 16 | 20 | -4   |
| 5    | CD Vinhós        | 9   | 9 | 2 | 3 | 4 | 16 | 20 | -4   |
| 6    | Sequeirense FC   | 7   | 9 | 2 | 1 | 6 | 8  | 29 | -21  |

|  | Qualifiés pour la phase finale de la compétition. |
|  | T Tenant du titre. P Promu de division inférieure. Pts points ; G victoires ; N match nuls ; P défaites Bp buts marqués ; Bc buts encaissés ; Diff différence de buts |

| Résultats (▼dom., ►ext.)                                   | Fon | CPM | Seq | Car | Vin | Pic |
| ADRC Fonte-Boa                                             |     | NC  | 5-0 | 2-0 | 2-1 | 3-0 |
| Casa Povo Martim                                           | 0-3 |     | 7-1 | 2-1 | 3-3 | 4-3 |
| Sequeirense FC                                             | 0-6 | 2-1 |     | 1-4 | 0-1 | 2-1 |
| AD Carvalhal                                               | 0-0 | 0-1 | 1-1 |     | 3-1 | 1-1 |
| CD Vinhós                                                  | 1-3 | 4-1 | NC  | 3-3 |     | 1-1 |
| Pico Regalados                                             | 2-6 | 1-1 | 3-1 | NC  | 4-1 |     |
| - Victoire à domicile - Match nul - Victoire à l'extérieur |     |     |     |     |     |     |

## Zone B

### Résumé
Tout comme la saison passée, se sont les clubs du SM Murtoense et de l'Escola Molelinhos qui se qualifient pour la phase finale.

### Participants
La Zone B est composée cette saison de sept équipes se situant dans le nord et le centre du Portugal. La FIDEC, qui doit participer au championnat, se retirE avant le début de la compétition. Ce n'est pas moins de 3 promus qui rentrent en lice cette saison.
Ce tableau présente les sept équipes qualifiées pour disputer le championnat 2004-2005. On y trouve le nom des clubs, la date de création du club, le nom des stades ainsi que la capacité de ces derniers
Légende des couleurs
- Vainqueur de la Campeonato Nacional Feminino la saison précédente.
- Promu de division inférieure.

| \| Cadima Ferreirense Escola Albergaria Murtoense Oliveirense Avintes \| Localisation des clubs engagés dans la Zona B du championnat. |
| Cadima Ferreirense Escola Albergaria Murtoense Oliveirense Avintes                                                                     |

| Nom du club         | Date de création | Dernière montée | Division 2002-2003   | Stade                                              | Capacité | Vict. |
| ------------------- | ---------------- | --------------- | -------------------- | -------------------------------------------------- | -------- | ----- |
| Clube de Albergaria | 1989             | 1989            | Campeonato Nacional  | Estádio Municipal António Augusto Martins Pereira  | 1 500    | /     |
| FC Avintes          | 1923             | 2004            | Campeonato Distrital | -                                                  | -        | /     |
| UR Cadima           | -                | 1999            | Campeonato Nacional  | Parque Desportivo do Fujanco                       | 2 000    | /     |
| Escola Molelinhos   | -                | 1990            | Campeonato Nacional  | Campo do Vale da Pata                              | 800      | /     |
| UR Ferreirense      | 1916             | 2004            | Campeonato Distrital | Complexo Desportivo da Junta de Freguesia da Moita | -        | /     |
| SM Murtoense        | 2002             | 2003            | Campeonato Distrital | Estádio Municipal da Murtosa                       | 1000     | /     |
| UD Oliveirense      | 1922             | 2004            | Campeonato Distrital | Centro de Formação Ápio Assunção                   | 750      |       |

### Première phase
Classement
Le classement est calculé avec le barème de points suivant : une victoire vaut trois points, le match nul un et la défaite zéro.
Critères de départage en cas d'égalité au classement :
1. classement aux points des matchs joués entre les clubs ex æquo ;
2. différence entre les buts marqués et les buts concédés sur la totalité des matchs joués dans le championnat ;
3. plus grand nombre de buts marqués sur la totalité des matchs joués dans le championnat ;
4. en cas de nouvelle égalité, une rencontre supplémentaire aura lieu sur terrain neutre avec, éventuellement, l’épreuve des tirs au but.

CLASSEMENT ET RESULTATS INCOMPLETS
| Rang | Équipe              | Pts | J  | G | N | P  | Bp | Bc | Diff |
| ---- | ------------------- | --- | -- | - | - | -- | -- | -- | ---- |
| 1    | SM Murtoense        | 29  | 11 | 9 | 2 | 0  | 43 | 3  | +40  |
| 2    | Escola Molelinhos   | 26  | 12 | 8 | 2 | 2  | 29 | 8  | +21  |
| 3    | UR Cadima           | 20  | 12 | 5 | 5 | 2  | 20 | 8  | +12  |
| 4    | Clube de Albergaria | 17  | 10 | 5 | 2 | 3  | 20 | 14 | +6   |
| 5    | FC AvintesP         | 16  | 12 | 5 | 1 | 6  | 18 | 18 | 0    |
| 6    | UR FerreirenseP     | 3   | 11 | 1 | 0 | 10 | 7  | 48 | -41  |
| 7    | UD OliveirenseP     | 3   | 12 | 1 | 0 | 11 | 3  | 41 | -38  |

|  | Qualifiés pour la phase finale de la compétition. |
|  | T Tenant du titre. P Promu de division inférieure. Pts points ; G victoires ; N match nuls ; P défaites Bp buts marqués ; Bc buts encaissés ; Diff différence de buts |

| Résultats (▼dom., ►ext.)                                   | Mur  | Esc | Cad | Alb | Avi | Fer | Oli |
| SM Murtoense                                               |      | 3-0 | 2-1 | 3-0 | 1-0 | 5-0 | 4-0 |
| Escola Molelinhos                                          | 1-1  |     | 0-0 | 5-1 | 2-0 | 6-0 | (*) |
| UR Cadima                                                  | 0-0  | 1-2 |     | 1-1 | 3-1 | 7-0 | 3-0 |
| Clube de Albergaria                                        | NC   | 2-1 | 1-1 |     | 2-0 | 2-0 | 6-1 |
| FC Avintes                                                 | 0-4  | 0-2 | 0-0 | 2-0 |     | 5-2 | 4-1 |
| UR Ferreirense                                             | 1-13 | 0-3 | 1-2 | NC  | 1-4 |     | 2-0 |
| UD Oliveirense                                             | 0-7  | 0-7 | 0-1 | 0-5 | 0-2 | 1-0 |     |
| - Victoire à domicile - Match nul - Victoire à l'extérieur |      |     |     |     |     |     |     |

(*) Match gagné sur tapis vert sans attribution de buts, pour l'Escola Molelinhos, non présentation du club d'Oliveirense.

### Deuxième phase (Nacional Feminino Fase Despromoção -Zona B)
Classement
Le classement est calculé avec le barème de points suivant : une victoire vaut trois points, le match nul un et la défaite zéro.
Critères de départage en cas d'égalité au classement :
1. classement aux points des matchs joués entre les clubs ex æquo ;
2. différence entre les buts marqués et les buts concédés sur la totalité des matchs joués dans le championnat ;
3. plus grand nombre de buts marqués sur la totalité des matchs joués dans le championnat ;
4. en cas de nouvelle égalité, une rencontre supplémentaire aura lieu sur terrain neutre avec, éventuellement, l’épreuve des tirs au but.

CLASSEMENT ET RESULTATS INCOMPLETS (MANQUE LES RESULTATS DE LA JOURNEE 10, du 22 mai 2005)
| Rang | Équipe              | Pts | J | G | N | P | Bp | Bc | Diff |
| ---- | ------------------- | --- | - | - | - | - | -- | -- | ---- |
| 1    | UR Cadima           | 15  | 7 | 4 | 3 | 0 | 9  | 2  | +7   |
| 2    | Clube de Albergaria | 14  | 8 | 4 | 2 | 2 | 13 | 6  | +7   |
| 3    | FC AvintesP         | 12  | 7 | 3 | 3 | 1 | 12 | 1  | +11  |
| 4    | UR FerreirenseP     | 5   | 7 | 1 | 2 | 4 | 8  | 22 | -14  |
| 5    | UD OliveirenseP     | 2   | 7 | 0 | 2 | 5 | 6  | 17 | -11  |

|  | Vainqueur de la phase de maintien. |
|  | T Tenant du titre. P Promu de division inférieure. Pts points ; G victoires ; N match nuls ; P défaites Bp buts marqués ; Bc buts encaissés ; Diff différence de buts |

| Résultats (▼dom., ►ext.)                                   | Cad | Alb | Avi | Fer | Oli |
| UR Cadima                                                  |     | 2-0 | 0-0 | NC  | 2-0 |
| Clube de Albergaria                                        | 0-1 |     | 0-0 | 5-1 | 4-1 |
| FC Avintes                                                 | 0-0 | 0-1 |     | 6-0 | 3-0 |
| UR Ferreirense                                             | 1-3 | 1-1 | 0-3 |     | 3-3 |
| UD Oliveirense                                             | 1-1 | 0-2 | NC  | 1-2 |     |
| - Victoire à domicile - Match nul - Victoire à l'extérieur |     |     |     |     |     |

## Zone C

### Résumé
Les filles du 1° Dezembro terminent premières de la Zone C, et sont donc qualifiées pour la phase finale. Elles remportent tous leurs matchs, n'encaissant que 6 buts durant cette première phase, laissant leur second à 6 points. Elles sont accompagnées, pour cette deuxième phase par leurs homologues du Vitória Setúbal, qui arrivent à la deuxième place.
En phase de maintien de la zone C, il est à noter que sur l'ensemble des deux phases le Gândaras, n'a remporté aucune rencontre, soit un total de 19 défaites, avec 152 buts encaissés (une moyenne de 8 buts par match), et seulement 7 marqués.

### Participants
La Zone C est composée de sept équipes situées essentiellement dans le centre et le sud du Portugal. Gândaras est reclassé de la zone B à la zone C. Tandis que le Clube Futebol Benfica met sa section féminine en sommeil.
Ce tableau présente les huit équipes qualifiées pour disputer le championnat 2004-2005. On y trouve le nom des clubs, la date de création du club, le nom des stades ainsi que la capacité de ces derniers
Légende des couleurs
- Vainqueur de la Campeonato Nacional Feminino la saison précédente.
- Promu de division inférieure.

| \| V. Setúbal Almada Odivelas 1º Dezembro Ponte Frielas Monte Real Gândaras \| Localisation des clubs engagés dans la Zona C du championnat. |
| V. Setúbal Almada Odivelas 1º Dezembro Ponte Frielas Monte Real Gândaras                                                                     |

| Nom du club      | Date de création | Dernière montée | Division 2003-2004  | Stade                                      | Capacité | Vict. |
| ---------------- | ---------------- | --------------- | ------------------- | ------------------------------------------ | -------- | ----- |
| SU 1º Dezembro   | 1880             | 1994            | Campeonato Nacional | Campo Conde de Sucena                      | 1 000    | 3     |
| Beira Mar Almada | 1947             | 1998            | Campeonato Nacional | -                                          | -        | /     |
| Gândaras         | -                | 2001            | Campeonato Nacional | Complexo Desportivo das Gândaras           | 500      | /     |
| GD Monte Real    | 1979             | 2001            | Campeonato Nacional | -                                          | -        | /     |
| Odivelas         | 1939             | 2003            | Campeonato Nacional | -                                          | -        | /     |
| UD Ponte Frielas | 1947             | 1998            | Campeonato Nacional | Campo de Jogos do Bonjardim                | 500      | /     |
| V. Setúbal       | 1910             | 2003            | Campeonato Nacional | Complexo Municipal de Atletismo de Setúbal | 3 000    | /     |

### Première phase
Classement
Le classement est calculé avec le barème de points suivant : une victoire vaut trois points, le match nul un et la défaite zéro.
Critères de départage en cas d'égalité au classement :
1. classement aux points des matchs joués entre les clubs ex æquo ;
2. différence entre les buts marqués et les buts concédés sur la totalité des matchs joués dans le championnat ;
3. plus grand nombre de buts marqués sur la totalité des matchs joués dans le championnat ;
4. en cas de nouvelle égalité, une rencontre supplémentaire aura lieu sur terrain neutre avec, éventuellement, l’épreuve des tirs au but.

| Rang | Équipe           | Pts | J  | G  | N | P  | Bp | Bc  | Diff |
| ---- | ---------------- | --- | -- | -- | - | -- | -- | --- | ---- |
| 1    | SU 1º DezembroT  | 34  | 12 | 11 | 1 | 0  | 79 | 6   | +73  |
| 2    | V. Setúbal FC    | 28  | 12 | 9  | 1 | 2  | 62 | 13  | +49  |
| 3    | GD Monte Real    | 20  | 12 | 6  | 2 | 4  | 48 | 26  | +22  |
| 4    | Beira-Mar Almada | 16  | 12 | 5  | 1 | 6  | 38 | 42  | -4   |
| 5    | UD Ponte Frielas | 13  | 12 | 4  | 1 | 7  | 33 | 45  | -12  |
| 6    | Odivelas FC      | 11  | 12 | 3  | 2 | 7  | 24 | 42  | -18  |
| 7    | Gândaras         | 0   | 12 | 0  | 0 | 12 | 3  | 113 | -110 |

|  | Qualifiés pour la phase finale de la compétition. |
|  | T Tenant du titre. P Promu de division inférieure. Pts points ; G victoires ; N match nuls ; P défaites Bp buts marqués ; Bc buts encaissés ; Diff différence de buts |

| Résultats (▼dom., ►ext.)                                   | 1ºD  | Set | Mon  | Alm | Fri | Odi | Gân  |
| SU 1º Dezembro                                             |      | 3-1 | 3-2  | 4-0 | 9-0 | 1-1 | 15-0 |
| V. Setúbal FC                                              | 1-5  |     | 5-0  | 7-0 | 4-1 | 6-2 | 15-0 |
| GD Monte Real                                              | 0-4  | 1-1 |      | 3-3 | 4-1 | 2-0 | 15-0 |
| Beira Mar Almada                                           | 0-7  | 1-8 | 2-4  |     | 4-5 | 8-0 | 9-0  |
| UD Ponte Frielas                                           | 1-7  | 0-3 | 5-6  | 2-3 |     | 5-1 | 7-0  |
| Odivelas FC                                                | 0-7  | 0-6 | 2-1  | 1-4 | 2-2 |     | 10-0 |
| Gândaras                                                   | 0-14 | 0-5 | 0-10 | 1-4 | 2-4 | 0-5 |      |
| - Victoire à domicile - Match nul - Victoire à l'extérieur |      |     |      |     |     |     |      |

### Deuxième phase (Nacional Feminino Fase Despromoção -Zona C)
Cette deuxième phase regroupe les équipes non qualifiées pour la phase finale, soit de la troisième à la septième place. Au terme de la saison le premier du classement est désigné comme champion du Nacional Feminino Fase Despromoção -Zona C.
Classement
Le classement est calculé avec le barème de points suivant : une victoire vaut trois points, le match nul un et la défaite zéro.
Critères de départage en cas d'égalité au classement :
1. classement aux points des matchs joués entre les clubs ex æquo ;
2. différence entre les buts marqués et les buts concédés sur la totalité des matchs joués dans le championnat ;
3. plus grand nombre de buts marqués sur la totalité des matchs joués dans le championnat ;
4. en cas de nouvelle égalité, une rencontre supplémentaire aura lieu sur terrain neutre avec, éventuellement, l’épreuve des tirs au but.

CLASSEMENT ET RESULTATS INCOMPLETS (MANQUE LES RESULTATS DE LA JOURNEE 10, du 22 mai 2005)
| Rang | Équipe           | Pts | J | G | N | P | Bp | Bc | Diff |
| ---- | ---------------- | --- | - | - | - | - | -- | -- | ---- |
| 1    | GD Monte Real    | 15  | 8 | 5 | 0 | 3 | 23 | 11 | +12  |
| 2    | Odivelas FC      | 14  | 7 | 4 | 2 | 1 | 21 | 6  | +15  |
| 3    | UD Ponte Frielas | 12  | 7 | 4 | 0 | 3 | 21 | 14 | +7   |
| 4    | Beira-Mar Almada | 11  | 7 | 3 | 2 | 2 | 17 | 16 | +1   |
| 5    | Gândaras         | 0   | 7 | 0 | 0 | 7 | 4  | 39 | -35  |

|  | Vainqueur de la phase de maintien. |
|  | T Tenant du titre. P Promu de division inférieure. Pts points ; G victoires ; N match nuls ; P défaites Bp buts marqués ; Bc buts encaissés ; Diff différence de buts |

| Résultats (▼dom., ►ext.)                                   | Mon | Alm | Odi | Fri | Gân |
| GD Monte Real                                              |     | 5-0 | 3-0 | 4-2 | 4-0 |
| Beira Mar Almada                                           | 3-2 |     | 1-1 | 4-2 | NC  |
| Odivelas FC                                                | 2-0 | 1-1 |     | 5-1 | 5-0 |
| UD Ponte Frielas                                           | 2-0 | 3-1 | NC  |     | 5-0 |
| Gândaras                                                   | 2-5 | 2-7 | 0-7 | 0-6 |     |
| - Victoire à domicile - Match nul - Victoire à l'extérieur |     |     |     |     |     |

## Phase finale

### Participants
La phase finale est composée des deux premières équipes de chaque zone soit six équipes se situant dans l'ensemble du territoire du Portugal.
Ce tableau présente les six équipes qualifiées pour disputer la phase finale du championnat 2004-2005. On y trouve le nom des clubs, la date de création du club, le nom des stades ainsi que la capacité de ces derniers.
Légende des couleurs
- Vainqueur de la Campeonato Nacional Feminino la saison précédente.
- Promu de division inférieure.

| \| V. Setúbal 1º Dezembro Escola Murtoense Boavista Várzea \| Localisation des clubs engagés. |
| V. Setúbal 1º Dezembro Escola Murtoense Boavista Várzea                                       |

| Nom du club       | Date de création | Dernière montée | Division 2001-2002   | Stade                                      | Capacité | Vict. | Zone | Classement |
| ----------------- | ---------------- | --------------- | -------------------- | ------------------------------------------ | -------- | ----- | ---- | ---------- |
| ARC Várzea        | 1977             | 2000            | Campeonato Nacional  | Campo de Jogos da Várzea                   | 1 000    | /     | A    | 1er        |
| Boavista FC       | 1903             | 1985            | Campeonato Nacional  | Campo de Treinos do Estádio do Bessa XXI   | 500      | 11    | A    | 2e         |
| SM Murtoense      | 2002             | 2003            | Campeonato Distrital | Estádio Municipal da Murtosa               | 1000     | /     | B    | 1er        |
| Escola Molelinhos | -                | 1990            | Campeonato Nacional  | Campo do Vale da Pata                      | 800      | /     | B    | 2e         |
| SU 1º Dezembro    | 1880             | 1994            | Campeonato Nacional  | Campo Conde de Sucena                      | 1 000    | 4     | C    | 1er        |
| V. Setúbal        | 1910             | 2003            | Campeonato Nacional  | Complexo Municipal de Atletismo de Setúbal | 3 000    | /     | C    | 2e         |

### Classement[1]
Classement

Des passages de cette section sont obsolètes ou annoncent des événements désormais passés. Améliorez-la ou discutez-en.
Le classement est calculé avec le barème de points suivant : une victoire vaut trois points, le match nul un et la défaite zéro.
Critères de départage en cas d'égalité au classement :
1. classement aux points des matchs joués entre les clubs ex æquo ;
2. différence entre les buts marqués et les buts concédés sur la totalité des matchs joués dans le championnat ;
3. plus grand nombre de buts marqués sur la totalité des matchs joués dans le championnat ;
4. en cas de nouvelle égalité, une rencontre supplémentaire aura lieu sur terrain neutre avec, éventuellement, l’épreuve des tirs au but.

CLASSEMENT ET RESULTATS INCOMPLETS (MANQUE LES RESULTATS DE LA JOURNEE 10, du 22 mai 2005)
| Rang | Équipe            | Pts | J | G | N | P | Bp | Bc | Diff |
| ---- | ----------------- | --- | - | - | - | - | -- | -- | ---- |
| 1    | SU 1º DezembroT   | 25  | 9 | 8 | 1 | 0 | 32 | 3  | +29  |
| 2    | ARC Várzea        | 15  | 9 | 4 | 3 | 2 | 15 | 7  | +8   |
| 3    | SM Murtoense      | 11  | 9 | 3 | 2 | 4 | 9  | 13 | -4   |
| 4    | Boavista FC       | 10  | 9 | 2 | 4 | 3 | 11 | 14 | -3   |
| 5    | Escola Molelinhos | 7   | 9 | 2 | 1 | 6 | 8  | 18 | -10  |
| 6    | V. Setúbal FC     | 6   | 9 | 1 | 3 | 5 | 6  | 26 | -20  |

|  | Vainqueur de la compétition. |
|  | T Tenant du titre. P Promu de division inférieure. Pts points ; G victoires ; N match nuls ; P défaites Bp buts marqués ; Bc buts encaissés ; Diff différence de buts |

| Résultats (▼dom., ►ext.)                                   | 1ºD | Vár | Mur | Boa | Esc | Set  |
| SU 1º Dezembro                                             |     | 1-0 | 3-1 | 1-0 | 5-0 | 12-0 |
| ARC Várzea                                                 | 0-2 |     | 5-0 | 1-1 | 3-0 | NC   |
| SM Murtoense                                               | 0-1 | 1-1 |     | NC  | 0-1 | 2-1  |
| Boavista FC                                                | 2-2 | 1-3 | 1-1 |     | 1-3 | 1-1  |
| Escola Molelinhos                                          | NC  | 1-2 | 0-2 | 1-2 |     | 0-1  |
| V. Setúbal FC                                              | 0-5 | 0-0 | 0-2 | 1-2 | 2-2 |      |
| - Victoire à domicile - Match nul - Victoire à l'extérieur |     |     |     |     |     |      |

## Bilan de la saison
| Championnat du Portugal féminin de football 2004-2005 |                                                               |
| Champion                                              | SU 1º Dezembro (5e titre)                                     |
| Dauphin                                               | ARC Várzea                                                    |
| Coupes et trophées                                    |                                                               |
| Vainqueur de la Coupe du Portugal 2004-2005           | SM Murtoense                                                  |
| Promotions et relégations                             |                                                               |
| Promus en Campeonato Nacional                         | Aucun                                                         |
| Relégués en II Divisão Nacional                       | Associação Desportiva Recreativa e Cultural de Fonte-Boa      |
| Relégués en II Divisão Nacional                       | Casa do Povo de Martim                                        |
| Relégués en II Divisão Nacional                       | Sequeirense Futebol Clube                                     |
| Relégués en II Divisão Nacional                       | Associação Desportiva de Carvalhal                            |
| Relégués en II Divisão Nacional                       | Centro Desportivo Vinhós                                      |
| Relégués en II Divisão Nacional                       | Associação Cultural Desportiva e Recreativa Pico de Regalados |
| Relégués en II Divisão Nacional                       | União Recreativa Cadima                                       |
| Relégués en II Divisão Nacional                       | Clube de Albergaria                                           |
| Relégués en II Divisão Nacional                       | Futebol Clube de Avintes                                      |
| Relégués en II Divisão Nacional                       | União Recreativa Ferreirense                                  |
| Relégués en II Divisão Nacional                       | União Desportiva Oliveirense                                  |
| Relégués en II Divisão Nacional                       | Grupo Desportivo Monte Real                                   |
| Relégués en II Divisão Nacional                       | Beira Mar Atlético Clube de Almada                            |
| Relégués en II Divisão Nacional                       | União Desportiva Ponte Frielas                                |
| Relégués en II Divisão Nacional                       | Odivelas Futebol Clube                                        |
| Relégués en II Divisão Nacional                       | Clube Académico Gândaras Recreativo Cultural Social           |
| Relégués en II Divisão Nacional                       | Vitória Futebol Clube                                         |